# Franz Laubenberger
Franz Josef Laubenberger (* 8. November 1917 in Freiburg im Breisgau; † 26. Dezember 1993 ebenda) war ein deutscher Historiker und Archivar und zuletzt Leiter des Stadtarchivs Freiburg.

## Leben
Laubenbergers Vater Franz Laubenberger war Volksschullehrer in Reiselfingen im Bezirksamt Bonndorf. Aufgewachsen im bäuerlichen Umfeld Südbadens legte er 1937 am Rotteck-Gymnasium in Freiburg das Abitur ab. Nach Teilnahme am Zweiten Weltkrieg und Flucht aus sowjetischer Kriegsgefangenschaft in Jugoslawien nahm er das Studium der Geschichte, Kunstgeschichte und Germanistik an der Albert-Ludwigs-Universität Freiburg auf. Wirtschaftliche Schwierigkeiten, hervorgerufen durch den frühen Tod der Eltern, unterbrachen seine Studien zeitweilig. Mit einer Arbeit über „Bismarck im Spiegel der Berichte und Korrespondenzen französischer Diplomaten“ wurde er 1956 an der Universität Graz zum Dr. phil. promoviert. Anschließend absolvierte er die Fachausbildung als Archivar an der Archivschule in München. Ab 1959 war Laubenberger beim Stadtarchiv in Freiburg beschäftigt. Von 1978 bis 1982 war er dessen Direktor.
Laubenbergers Forschungsschwerpunkte lagen auf dem Gebiet der Geschichte der Stadt Freiburg und des Breisgaus sowie in der badischen Geschichte im Allgemeinen. Überregionale Aufmerksamkeit erhielt er durch seine Forschungen über den Freiburger Kartographen Martin Waldseemüller und den elsässischen Humanisten Matthias Ringmann. Er war Mitglied im Ausschuss des Breisgau-Geschichtsvereins Schau-ins-Land und langjähriger Präsident des Landesvereins Badische Heimat.

## Auszeichnungen
- Verdienstorden des Landes Baden-Württemberg (1984)

## Werke
- Anmerkungen zum Brixener Tagebuch des Fürstbischofs Dr. Bernhard Galura: 1764–1856. In: Forschungen zur Landes- und Kirchengeschichte. Graz 1988, S. 297–305.
- Breisgau-Archivalien im Staatsarchiv Modena (1797–1807) (= Veröffentlichungen aus dem Archiv der Stadt Freiburg im Breisgau 16). Freiburg im Breisgau 1980.
- (mit Wolfgang Müller und György Jankovics): Freiburg im Breisgau. München 1974.
- Freiburg im Breisgau 1120–1970. Zum Stadtjubiläum 1970. Freiburg i. Br. 1970.
- Freiburg vor 600 Jahren. Die Stadt kam 1368 an Österreich (= Freiburger Stadthefte 15). Freiburg i. Br. 1968.
- (mit Berent Schwineköper): Geschichte und Schicksal der Freiburger Juden. Aus Anlaß des 100-jährigen Bestehens der israelitischen Gemeinde in Freiburg (= Freiburger Stadthefte 6). Freiburg i. Br. 1963.
- Ringmann oder Waldseemüller. Eine kritische Untersuchung über den Urheber des Namens Amerika. In: Erdkunde XIII (1959), S. 163–179.